# Harry G. H. Lie
Harry Giauw Hoen Lie (* 12. Februar 1929 in Sukabumi auf Java; † 25. April 2016 in Stuttgart) war ein deutscher Architekt.

## Leben
Lie stammte aus Indonesien, wanderte mit den Eltern in die Niederlande ein, studierte in Amsterdam Architektur und arbeitete einige Jahre in Florenz, bevor er sich endgültig in Stuttgart niederließ.
Während des Baus von Haus Barz in Gerlingen lernte er den damaligen Bauleiter der Gerlinger Waldsiedlung Max Bächer kennen.
Harry G. H. Lie und Max Bächer arbeiteten von 1965 bis 1980 zusammen in der Bürogemeinschaft Bächer-Lie, bis Max Bächer als Hochschullehrer nach Darmstadt ging; Harry Lie führte das Büro im Stuttgarter Westen weiter.

## Bauten (Auswahl)
- 1962: Haus Barz in Gerlingen, Fritz-von-Grävenitz-Straße[3][1]
- 1969: Altenheim Mönchfeld in Stuttgart[4]
- 1971: Bauten für den Waldfriedhof Leonberg[5]
- 1971: Lerche-Haus in Stuttgart, Königstraße 43b (mit Max Bächer)[1]
- 1971–1973: Krematorium in Leinfelden (mit Max Bächer)[6][7]
- 1972–1974:  Haus mit Tageslichtstudio für den Modefotografen Walter E. Lautenbacher in Leonberg auf dem Engelberg[1]
- 1980–1984: Erweiterung des Krematoriums Stuttgart[1]